# Nikos Zissis
Nikos Zissis   (Tessalònica, 16 d'agost de 1983) és un jugador de bàsquet grec. Amb el seu 1,97 d'alçària pot jugar a la pista tant de base com d'escorta.

## Carrera esportiva
Es va formar en les categories inferiors de l'AEK Atenes debutant en la màxima categoria del bàsquet grec en la temporada 2000-01. A Grècia va guanyar la Copa (2001) i la lliga (2002), i va ser també subcampió de lliga (2003). Va seguir la seva carrera al club grec fins que es va traslladar a la lliga italiana en la temporada 2005-06 signant pel Benetton Treviso, on s'hi estaria dos anys. Allà es va proclamar campió de lliga (2006), Copa (2007) i Supercopa (2007). A l'estiu de 2007 va fitxar pel CSKA Moscou. En el seu primer any es va proclamar campió de l'Eurolliga, i en va ser subcampió a la temporada següent. En aquestes dues temporades a la lliga russa va guanyar la lliga tots dos anys, i en va ser subcampió de Copa el primer.
L'any 2009 se'n va tornar a Itàlia, aquesta vegada a les files del Mens Sana Basket Siena, on va jugar fins a la temporada 2011-12. Les tres temporades les va finalitzar amb el mateix resultat: campió de lliga, copa i supercopa. La temporada 2012-13 va fitxar per l'Uxue Bilbao Basket de la lliga ACB, amb qui seria subcampió de l'Eurocup. La temporada 2013-14 va passar a jugar a l'Unics Kazan-VTB. L'any següent va començar la temporada amb el mateix equip però la va acabar al Fenerbahce Ulker de Zeljko Obradovic. La temporada següent va fitxar pel Brose Bamberg, on va jugar quatre anys fins a la temporada 2018-19, amb els que va guanyar dues lligues (2016 i 2017), una copa (2017) i una supercopa (2015).
L'equip alemany va retirar la seva samarreta amb el dorsal número 6 en el mes de setembre de la següent temporada. Uns mesos abans, en el mes de juliol de 2019, va signar contracte per dues temporades amb el Joventut de Badalona de la lliga ACB quan es trobava a Las Vegas formant part de la direcció tècnica dels Spurs a la lliga d'estiu de l'NBA. En el mes de gener de 2020 contacta amb ell l'AEK Atenes oferint-li la possibilitat de tornar i retirar-se al seu club de tota la vida, i arriba a un acord per la finalització del seu contracte amb l'equip de Badalona. Zissis signa un contracte amb l'AEK pel que resta de temporada i una més, és a dir, fins al juny de 2021.

### Internacional
L'any 1999 va guanyar la plata a l'europeu cadet amb la selecció grega. L'any 2000 va ser plata al torneig Albert Schweitzer de Mannheim (Alemanya) i bronze a l'europeu júnior de Zadar (Croàcia). L'any 2001 va ser plata als Jocs del Mediterrani, i el 2002 va guanyar l'or a l'europeu jove de Lituània.
Internacional absolut amb Grècia amb el qual va guanyar la medalla d'or en el Campionat Europeu de 2005, plata en el Campionat del Món 2006 i bronze al Campionat d'Europa de 2009, disputant també els Jocs Olímpics de 2004 i 2008.